# Ланграйн бурий
Ланграйн бурий (Artamus cyanopterus) — вид горобцеподібних птахів родини ланграйнових (Artamidae).

## Поширення
Ендемік Австралії. Ареал виду займає більшу частину країни, включаючи Тасманію. Місця проживання цих птахів — відкриті трав'янисті або чагарникові ділянки з наявністю ізольованих дерев.

## Опис
Дрібний птах, завдовжки 18—19 см, вагою 21—47 г. Це птах з міцною зовнішністю, з сплющеною головою, коротким конічним дзьобом, довгими загостреними крилами з дуже широкою основою і коротким квадратним хвостом, а також досить короткими ногами. Оперення рівномірного сірувато-коричневого кольору по всьому тілу, темнішого на крилах і хвості. Першорядні криючі крил та кінчик хвоста білого кольору. Нижня поверхня крил сріблясто-сіра. Між дзьобом та очима є вузька чорна маска. Дзьоб синювато-сірий з чорним кінчиком, очі темно-карі, а ноги чорнуваті.

## Спосіб життя
Трапляється поодинці або у дрібних зграях. Проводять більшу частину дня в польоті, рухаючись у пошуках їжі та води. Живиться комахами, переважно летючими. Сезон розмноження триває з серпня по лютий, з піком між жовтнем і груднем. Утворює моногамні пари. Гніздо будується обома партнерами в розколі кори або на роздвоєнні гілки. Гніздо має форму сплющеної чашки і будується з рослинних волокон, грубіших для зовнішньої сторони і м'якших для внутрішньої. У гнізді 3—4 білих яєць. Інкубація триває 16 днів.

## Підвиди
- Artamus cyanopterus cyanopterus (Latham, 1801);
- Artamus cyanopterus perthi (Mathews, 1915.